# Сайбединов, Шайдула Геляджейтинович
Шайдула Геляджейтинович Сайбединов (тат. Шәйдулла Гыйләҗетдин улы Сайбединов, 30 июля 1957, д. Эушта, Томский район, Томская область) — Заслуженный учитель школы Российской Федерации (1994). Народный учитель Российской Федерации (2009), директор Губернаторского Светленского лицея (город Томск), поэт, художник, писатель, автор поэтических сборников.

## Биография
- Выпускник Томского государственного педагогического института (с 1995 года — университета). С 1983 года работает в системе среднего образования. Разработал авторскую программу по художественно-эстетическому образованию. В 1990 году стал финалистом I Всесоюзного конкурса «Учитель года». С 1991 года — руководитель экспериментальной педагогической площадки по обучению учащихся изобразительному искусству. В 1994 году получил звание «Заслуженный учитель школы Российской Федерации». В 1995 году назначен директором Светленского лицея (Томск). 4 июня 2009 года получил звание «Народный учитель Российской Федерации».
- Сайбединов А. Г. — президент ассоциации лучших школ России.
- Сайбединов А. Г. — известный художник, работающий в рамках направления, названного им «субъективный реализм».
- Лауреат Премии Правительства Российской Федерации в сфере образования (2012 год).

## Книги
- Некоторые размышления в стихах и прозе. 1994.
- Наедине. 1997.
- Диалоги с душой. 2003.
- Путь к нетакой школе. 2004.

## Основные выставки
- 1997 г. — персональная выставка в Центральном доме работников Искусств, г. Москва.
- 2000 г. — персональная выставка в выставочном зале ЦНХО, г. Москва.
- 2004, 2006 гг. — персональная выставка в Центральном Доме художника, г. Москва.
- 2007 г. — Международная выставка «Артсалон 2007».
- 2007, 2008 гг. — Московская международная выставка «Артманеж».
- 2009 г. — Международный фестиваль современного искусства «Традиции и современность».
- 2010 г. — Международная ярмарка современного искусства «АРТМАНЕЖ 2010», г. Москва, проект «Ответы…».